# Slättåsbergtjärnen
Slättåsbergtjärnen är en sjö i Överkalix kommun i Norrbotten och ingår i Kalixälvens huvudavrinningsområde. Slättåsbergtjärnen ligger i Torne och Kalix älvsystem Natura 2000-område.